# Bloo (репер)
Кім Хьон Ун (кор. 김현웅, нар. 12 жовтня 1994, Ла-Кресента-Монтроуз, Каліфорнія, США), більш відомий як Bloo (кор. 블루, укр. Блу) — південнокорейський репер. Він випустив 2 повноформатних альбоми: Bloo in Wonderland 2 (2021) і Moon and Back (2021), а також мініальбоми Downtown Baby (2017), Bloo in Wonderland (2018) і It's Not Love I'm Just Drunk (2019).
Його сингл 2017 року «Downtown Baby» очолив музичні чарти Південної Кореї в червні 2020 року після того, як співачка Лі Хьорі виконала його в вар’єте-шоу Hangout With Yoo.

## Дискографія

### Студійні альбоми
| Назва                | Деталі альбому                                                                 | Пікові позиції у чартах | Продажі                 |
| Назва                | Деталі альбому                                                                 | KOR                     | Продажі                 |
| -------------------- | ------------------------------------------------------------------------------ | ----------------------- | ----------------------- |
| Bloo in Wonderland 2 | - Реліз: 17 червня 2021 - Лейбл: Mkit Rain - Формат: CD, цифрове завантаження  | 31                      | - Південна Корея: 6,200 |
| Moon and Back        | - Реліз: 28 жовтня 2021 - Лейбл: Uncutpoint - Формат: CD, цифрове завантаження | 23                      | - Південна Корея: 5,000 |

### Мініальбоми
| Назва                        | Деталі альбому                                                                   | Пікові позиції у чартах | Продажі                 |
| Назва                        | Деталі альбому                                                                   | KOR                     | Продажі                 |
| ---------------------------- | -------------------------------------------------------------------------------- | ----------------------- | ----------------------- |
| Downtown Baby                | - Реліз: 6 грудня 2017 - Лейбл: MKIT RAIN - Формат: LP, CD, цифрове завантаження | 38                      |                         |
| Bloo in Wonderland           | - Реліз: 19 листопада 2018 - Лейбл: MKIT RAIN - Формат: CD, цифрове завантаження | 39                      | - Південна Корея: 1,117 |
| It's Not Love I'm Just Drunk | - Реліз: 25 вересня 2019 - Лейбл: MKIT RAIN - Формат: CD, цифрове завантаження   | 47                      |                         |

### Сингли
| Назва                                                                                 | Рік                    | Пікові позиції у чартах | Альбом                       |
| Назва                                                                                 | Рік                    | KOR                     | Альбом                       |
| Як головний виконавець                                                                | Як головний виконавець | Як головний виконавець  | Як головний виконавець       |
| ------------------------------------------------------------------------------------- | ---------------------- | ----------------------- | ---------------------------- |
| «Drive Thru»                                                                          | 2016                   | —                       | Не увійшов до альбому        |
| «Better»                                                                              | 2017                   | —                       | Не увійшов до альбому        |
| «Hennessy»                                                                            | 2017                   | —                       | Не увійшов до альбому        |
| «Downtown Baby»                                                                       | 2017                   | 1                       | Downtown Baby                |
| «Drink Slow Henny»                                                                    | 2018                   | —                       | Не увійшов до альбому        |
| «So Rude» (кор. 싸가지)                                                               | 2018                   | —                       | Не увійшов до альбому        |
| «Take Me» (кор. 데려가) feat. Nafla                                                   | 2018                   | —                       | Bloo in Wonderland           |
| «I'm the One»                                                                         | 2018                   | —                       | Bloo in Wonderland           |
| «boyfromthemoon» (кор. 달의아이)                                                      | 2019                   | —                       | It's Not Love I'm Just Drunk |
| «Haru Achim» (кор. 하루아침)                                                          | 2019                   | —                       | It's Not Love I'm Just Drunk |
| «When I smoke» (кор. 내가 담배 태울 때)                                               | 2020                   | —                       | Не увійшов до альбому        |
| «Drama»                                                                               | 2021                   | —                       | Bloo in Wonderland 2         |
| «Bloo Story»                                                                          | 2021                   | —                       | Bloo in Wonderland 2         |
| «Come and Kiss Me»                                                                    | 2021                   | —                       | Bloo in Wonderland 2         |
| «hug me tight»                                                                        | 2022                   | —                       | Не увійшов до альбому        |
| Колаборації                                                                           |                        |                         |                              |
| «Weathermen» з Loopy, Nafla, Owen Ovadoz, as MKIT RAIN                                | 2016                   | —                       | Не увійшов до альбому        |
| «BJ» з Niahn, as Neonblue                                                             | 2017                   | —                       | Henny and Jamie              |
| «You and I» з Niahn, as Neonblue                                                      | 2017                   | —                       | Henny and Jamie              |
| «Don't Move» з Loopy, Nafla, Young West, as MKIT RAIN                                 | 2018                   | —                       | Public Enemy                 |
| «Public Enemy» (кор. 공공의 적) з Loopy, Nafla, Owen Ovadoz, Young West, as MKIT RAIN | 2018                   | —                       | Public Enemy                 |
| «NBA» з Loopy, Nafla                                                                  | 2019                   | —                       | Не увійшов до альбому        |
| «Candle» (кор. 캔들) з Xbf                                                            | 2019                   | —                       | Не увійшов до альбому        |
| «Businessmen» з Owen Ovadoz, as Mkit Rain                                             | 2020                   | —                       | Не увійшов до альбому        |
| «—» релізи, що не потрапили у чарти або не були випущені у відповідних регіонах.      |                        |                         |                              |